# UCB Pharma
UCB (Union chimique belge) est une entreprise belge biopharmaceutique ayant pour activités principales la recherche, le développement et la commercialisation de produits pharmaceutiques et biotechnologiques.  Elle est cotée sur Euronext, indice BEL20.
Elle est spécialisée dans la recherche de solutions thérapeutiques pour des patients souffrant de maladies sévères, traitées par des spécialistes, plus particulièrement dans le domaine du système nerveux central (en ce compris l'épilepsie), des inflammations (y compris les allergies) et l'oncologie.

## Histoire
Le 25 septembre 2006, UCB a annoncé l’achat de l’entreprise pharmaceutique allemande Schwarz Pharma pour 4,4 milliards d’euros. UCB détient environ 89 % des actions en circulation de Schwarz Pharma.
Elle a lancé en 2006 le premier patch visant à traiter la maladie de Parkinson et, en 2008, un médicament pour le traitement de la maladie de Crohn.
En avril 2015, Dr Reddy's acquiert plusieurs marques présentes dans le sous-continent indien de UCB Pharma pour 128 millions de dollars. En septembre 2015, UCB vend pour 1,23 milliard de dollars ses activités américaines spécialisées dans les génériques sous le nom de Kremers Urban Pharmaceuticals à Lannett.
En octobre 2019, UCB annonce l'acquisition de Ra Pharmaceuticals, entreprise américaine spécialisée dans la neurologie et l'immunologie, pour 2,1 milliards de dollars

## Activité

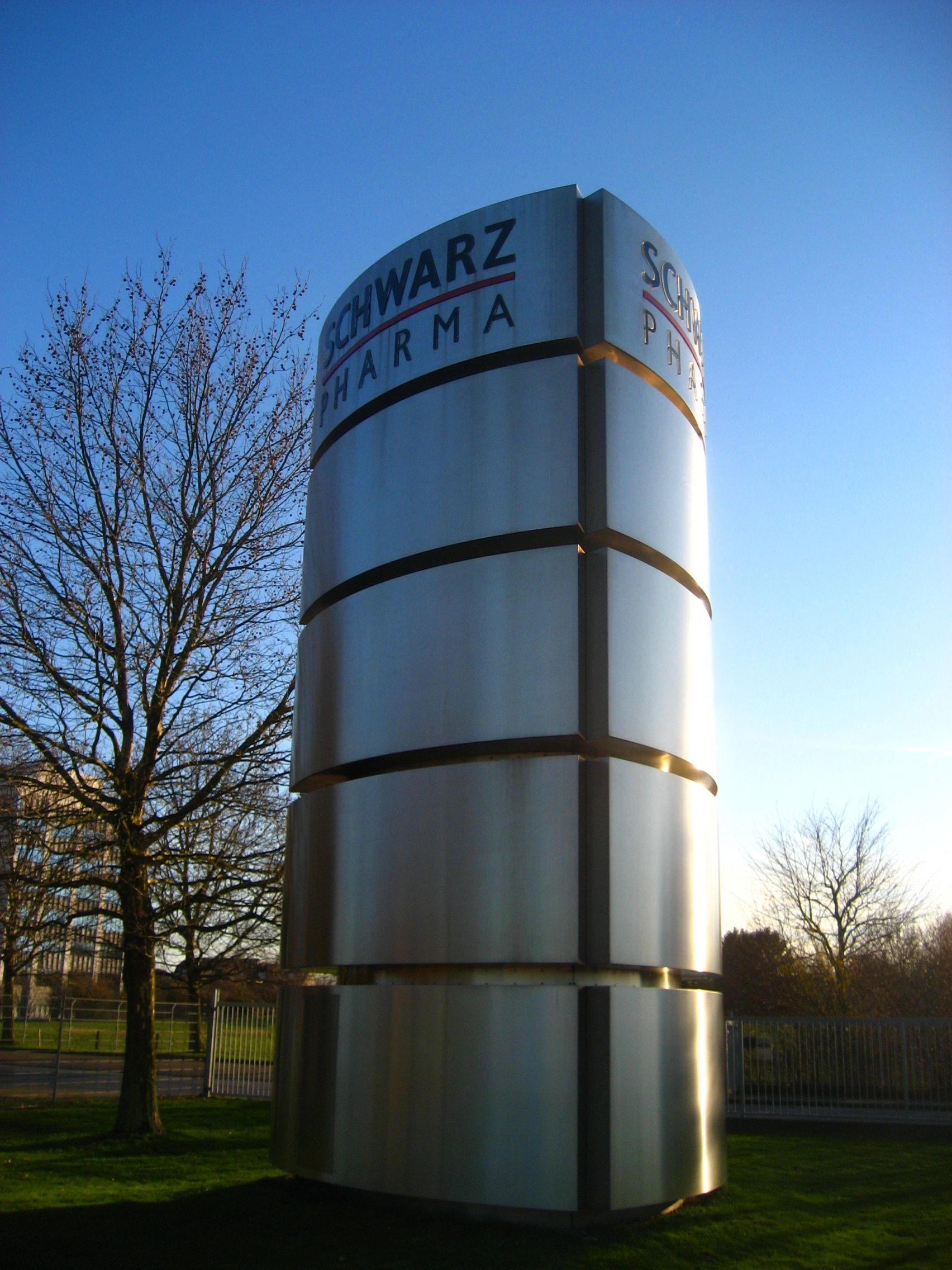
Schwarz Pharma en Monheim am Rhein

Avec une part des ventes de 46 % (ventes nettes totales : 3,188 milliards d’euros en 2007), les États-Unis représentent le plus vaste marché pour UCB, suivis par l’Europe, avec 42 %, et le reste du monde pour les 12 % restants. Le produit UCB le plus vendu en 2007, avec plus d’un milliard d’euros de ventes, était Keppra, un médicament pour traiter l’épilepsie.
Outre le  Keppra, les produits principaux d'UCB sont le Xyzal, le Zyrtec (un anti-allergique), le Nootropil et l'Atarax.
UCB possède des centres de Recherche et de Développement en Europe, en Asie et aux États-Unis. En 2007, 788 millions d’euros ont été investis en R&D.

## Distribution du Distilbène et condamnation
UCB est la société pharmaceutique qui a distribué en France le Distilbène, médicament ayant pour but de prévenir les accouchements prématurés, dont la commercialisation a cessé en 1977. Ce médicament a été à l'origine, chez les enfants de mères à qui il avait été prescrit, d'anomalies génitales, de nombreux cas de stérilité, ainsi que de risques accrus du cancer du vagin. 
À la suite d'une plainte de deux femmes atteintes du cancer du vagin, UCB a été condamné, en 2004, par la Cour d'Appel de Versailles pour avoir « fautivement maintenu la distribution du Distilbène » et été ainsi à l'origine de leur maladie.